# Разпет, Боян
Боян Разпет (словен. Bojan Razpet, родился 22 июня 1960 года в Есенице) — югославский словенский хоккеист, нападающий. В чемпионатах мира не участвовал.

## Биография
Известен по многолетним выступлениям за «Акрони Есенице» (играл под номером 4). Выступал на зимней Олимпиаде 1984 года (в пяти играх не отличился ни разу).